# Ye
Ye — восьмой сольный студийный альбом американского хип-хоп-музыканта и продюсера Канье Уэста, изданный 1 июня 2018 года на лейблах звукозаписи GOOD Music и Def Jam.
В записи альбома приняли участие такие музыканты, как Ty Dolla Sign, PartyNextDoor, Кид Кади, Jeremih, 070 Shake, Charlie Wilson, Ники Минаж и другие. Продюсировал альбом сам Уэст при участии Mike Dean в качестве сопродюсера.
Ye дебютировал на первом месте американского хит-парада Billboard 200, став восьмым для Уэста чарттоппером в карьере.

## История
19 апреля 2018 года Уэст через Twitter анонсировал, что новый восьмой студийный альбом выйдет 1 июня. Дополнительно были анонсированы совместные проекты: альбом Уэста вместе с Кид Кади (релиз Kids See Ghosts намечен на 8 июня) и совместный с Teyana Taylor (релиз 22 июня) и совместный с Pusha T альбом Daytona (релиз 25 мая). 2 апреля Уэст анонсировал через Twitter, что новый альбом музыканта Nas намечен на 15 июня и тогда же он заявил, что продюсирует все эти диски
Ye дебютировал на первом месте американского хит-парада Billboard 200 с тиражом 208,000 альбомных эквивалентных единиц (включая 85,000 истинных альбомных продаж без учёта треков и стриминга), что стало пятой самой успешной неделей продаж за весь год на это время, а для Уэста он стал 8-м подряд чарттоппером в карьере. Уэст сравнялся с Эминемом по числу лидеров чарта среди хип-хоп-исполнителей (8 и также все дебютировали на вершине, повтор рекорда) и уступает лишь Jay-Z (14). А в целом (среди исполнителей всех жанров) лидирует группа The Beatles (19). Вместе с Эминемом (2000—2018) и The Beatles (1965-68), они единственные музыканты, у которых восемь подряд альбомов занимали первые места в США.
Лид-сингл «Yikes» дебютировал на позиции 8 в американском хит-параде Billboard Hot 100 ещё до выхода альбома Ye. Этот сингл стал 16-м хитом Уэста в top-10, что позволило ему поделить 6-е место с Ники Минаж по наибольшему число треков в лучшей десятке среди всех рэперов. Выше только Drake (26), Jay-Z (21), Lil Wayne (20), Ludacris (18) и Eminem (17). (абсолютный лидер во всех жанрах это Madonna с 38 хитами в top-10). Кроме того, все 7 песен с альбома 'Ye' сразу вошли в Top 40 чарта Billboard Hot 100, в том числе «All Mine» (дебютировала на позиции № 11 в Hot 100), «Ghost Town» (16), «Wouldn’t Leave» (24), «Violent Crimes» (27), «I Thought About Killing You» (28) и «No Mistakes» (36). С этими семью дебютами Уэст увеличил число 48, вошедших в американский top-40 (Hot 100), поделив 10-е место с JAY-Z среди всех исполнителей за 59-летнюю историю этого основного чарта. В Великобритании он дебютировал на № 10 в чарте UK Singles Chart.

## Отзывы
| Совокупная оценка    | Совокупная оценка |
| Источник             | Оценка            |
| -------------------- | ----------------- |
| AnyDecentMusic?      | 6.3/10            |
| Metacritic           | 65/100            |
| Оценки критиков      |                   |
| Источник             | Оценка            |
| The A.V. Club        | B                 |
| The Daily Telegraph  | [ 16 ]            |
| Entertainment Weekly | C+                |
| The Guardian         | [ 18 ]            |
| The Independent      | [ 19 ]            |
| The Irish Times      | [ 20 ]            |
| NME                  | [ 21 ]            |
| Pitchfork            | 7.1/10            |
| Rolling Stone        | [ 23 ]            |
| Slant Magazine       | [ 24 ]            |

Альбом получил смешанные отзывы музыкальной критики и интернет-изданий: The Independent, Hot Press, Metacritic, Exclaim!.
Положительными были отзывы от The Guardian («Альбом смелый, рискованный, бесит, убедителен и немного утомителен: яркое отражение его автора»), The Daily Telegraph («альбом о состоянии души Уэста, его семье и рассказ о том, что происходило с ним в прошлом году. С ритмом и лирикой всё в порядке, они великолепны. Что бы вы ни думали о его политике, его песнях, они остаются динамичными, удивительными и мятежными»), The A.V. Club («Уэст всё ещё может создавать оглушительные взрывы звука наравне с кем угодно на планете, а лучшие моменты альбома — напоминают нам об этом. Это альбом, отражающий всю работу своего творца, а также всё, что вы думаете о нём»).
Негативные отзывы дали Slant Magazine (там описали альбом как «смесь самых слабых моментов из альбома The Life of Pablo», и что он «чувствуется незавершенным, и превратился в черновик, чтобы всё сделать побыстрее»), The Line of Best Fit («нет никакой концепции, нет согласованности и нет контроля качества»), Pitchfork («проблема с „Ye“ заключается не в том, что он был сделан нераскаявшимся мудаком, а в том, что он полностью и изнурительно скучный — и трудно представить, что это относится к самому надёжному новатору поколения»), Billboard («Трудно игнорировать музыкальный застой Уэста, известного своим движением вперед, но на этом альбоме он остается погрязшим в прошлом»), Consequence of Sound («на новом альбоме Уэст закрепляет свои старые навыки, а не тестирует новые»), HipHopDX, Rolling Stone («дико неровный альбом, со спорадическими вспышками блеска и ожиданием чего-то много большего»).

## Список композиций
Информация из Tidal, Qobuz и The Fader.
| №                   | Название                                     | Автор(ы) | Продюсер(ы)                                                             | Длительность |
| ------------------- | -------------------------------------------- | --- | ----------------------------------------------------------------------- | ------------ |
| 1.                  | «I Thought About Killing You»                | Kanye West Mike Dean Francis Starlite Бенни Бланко Cydel Young Dexter Mills Malik Yusef Richard Cowie Joseph Adenuga Olaitan Kenneth Pershon Terrence Boykin | West Francis and the Lights Blanco Dean [b] Andy C [b] Aaron Lammer [b] | 4:34         |
| 2.                  | «Yikes»                                      | West Dean James Mbarack Achieng Ayub Ogada Aubrey Graham Young Mills Danielle Balbuena Джордан Дженкс Asten Harris Yusef Pershon Boykin Jordan Thorpe        | West Dean [a] Pi’erre Bourne [b] Apex Martin [b]                        | 3:08         |
| 3.                  | «All Mine»                                   | West Dean Starlite Young Mills Jeremy Felton Balbuena Anthony Clemons Uforo Ebong Tyrone Griffin, Jr. Yusef Pershon Boykin Thorpe                            | West Dean [a] Francis and the Lights [b] Scott Carter [b]               | 2:25         |
| 4.                  | «Wouldn't Leave» (при участии PartyNextDoor) | West Dean Reverend W.A. Donaldson Griffin, Jr. Justin Vernon Jahron Brathwaite Starlite Yusef Noah Goldstein Felton Pershon Boykin Thorpe                    | West Ty Dolla Sign [a] Dean [b] Goldstein [b]                           | 3:25         |
| 5.                  | «No Mistakes»                                | West Dean Edwin Hawkins Ricky Walters Che Pope Young Yusef Pershon Boykin                                                                                    | West Pope [a] Caroline Shaw [a] Dean [b] Eric Danchick [b]              | 2:03         |
| 6.                  | «Ghost Town» (при участии PartyNextDoor)     | West Dean Trade Martin Shirley Ann Lee Brathwaite Young Mills Balbuena Starlite Yusef Carole Bayer Sager Helen Jayne Culver Goldstein Pershon Boykin Thorpe  | West Dean [a] Francis and the Lights [b] Blanco [b] Goldstein [b]       | 4:31         |
| 7.                  | «Violent Crimes»                             | West Balbuena Dean Kevin Parker Griffin, Jr. Yusef 7 Aurelius Irving Lorenzo Thorpe                                                                          | West Irv Gotti 7 Aurelius                                               | 3:35         |
| Общая длительность: | Общая длительность:                          | Общая длительность: | Общая длительность:                                                     | 23:41        |

Замечания
- ↑  сопродюсер
- ↑  дополнительный продюсер
- «All Mine» при участии вокала от Ty Dolla Sign и Ant Clemons
- «Wouldn’t Leave» при участии вокала от PartyNextDoor, Jeremih и Ty Dolla Sign
- «No Mistakes» при участии вокала от Кид Кади, Charlie Wilson и Caroline Shaw
- «Ghost Town» при участии вокала от PartyNextDoor и Кид Кади; а также неуказанный вокал от 070 Shake и John Legend[34]
- «Violent Crimes» при участии вокала от Ty Dolla Sign and 070 Shake, и голос от Ники Минаж

Сэмплы
- «I Thought About Killing You» включает семплы из «Fr3sh» (Kareem Lotfy)[35]
- «Yikes» включает семплы из «Kothbiro» (Black Savage)[36]
- «Wouldn’t Leave» включает семплы из «Baptizing Scene» (Reverend W.A. Donaldson)[36]
- «No Mistakes» включает семплы из «Children (Get Together)» (Edwin Hawkins, Edwin Hawkins Singers) и из «Hey Young World» (Slick Rick)[36]
- «Ghost Town» включает семплы из «Take Me for a Little While» (Trade Martin, The Royal Jesters) и из «Someday»(Shirley Ann Lee)[37][38]

## Чарты
| Чарт (2018)                            | Высшая позиция |
| -------------------------------------- | -------------- |
| Австралия (ARIA)                       | 1              |
| Australian Urban Albums (ARIA)         | 1              |
| Австрия (Ö3 Austria)                   | 12             |
| Бельгия/Фландрия (Ultratop)            | 6              |
| Бельгия/Валлония (Ultratop)            | 18             |
| Канада (Canadian Albums Chart)         | 1              |
| Чехия (ČNS IFPI)                       | 3              |
| Дания (Hitlisten)                      | 2              |
| Нидерланды (Album Top 100)             | 3              |
| Финляндия (Suomen virallinen lista)    | 10             |
| Франция (SNEP)                         | 51             |
| Германия (Offizielle Top 100)          | 25             |
| Ирландия (IRMA)                        | 1              |
| Италия (Classifica album)              | 18             |
| Новая Зеландия (RMNZ)                  | 1              |
| Норвегия (VG-lista)                    | 2              |
| Шотландия (Scottish Albums Chart)      | 13             |
| Spanish Albums (PROMUSICAE)            | 59             |
| Швеция (Sverigetopplistan)             | 5              |
| Швейцария (Schweizer Hitparade)        | 7              |
| Великобритания (UK Albums Chart)       | 2              |
| Великобритания (UK R&B Albums Chart)   | 1              |
| США (Billboard 200)                    | 1              |
| США (Billboard Top R&B/Hip-Hop Albums) | 1              |

| Чарт (2018)                           | Позиция |
| ------------------------------------- | ------- |
| Australian Albums (ARIA)              | 58      |
| Belgian Albums (Ultratop Flanders)    | 118     |
| Canadian Albums (Billboard)           | 47      |
| Danish Albums (Hitlisten)             | 91      |
| Estonia (Eesti Ekspress)              | 52      |
| New Zealand Albums (RMNZ)             | 41      |
| US Billboard 200                      | 50      |
| US Top R&B/Hip-Hop Albums (Billboard) | 30      |

## Сертификации
| Регион                                                                      | Сертификация | Продажи   |
| --------------------------------------------------------------------------- | ------------ | --------- |
| Дания (IFPI Danmark)                                                        | Золотой      | 10 000    |
| Великобритания (BPI)                                                        | Золотой      | 100 000   |
| США (RIAA)                                                                  | Платиновый   | 1 000 000 |
| Данные о продажах + прослушиваниях приведены только на основе сертификации. |              |           |